# 太平寺 (四万十市)
太平寺（たいへいじ）は、高知県四万十市にある臨済宗妙心寺派の仏教寺院。

## 概要
寺の過去帳には南北朝時代の文和年間（1352 - 1355年）、海峰性公（尼僧）が開基となり、伊予照源寺の大仙を開山として創建されたとある。近世の土佐国の地誌である『南路志』は、海峰性公が泉巌覚雲の助力を得て創建したとする。寺の過去帳によれば、泉巌覚雲は応安3年（1370年）に没しており、太平寺の創建は同年以前ということになる。
戦国時代の天文年間（1532年-1555年）に一条房基によって土塀に矢狭間が設けられた。明治時代初頭の廃仏棄釈により廃寺になったが、明治12年（1879年）には貫仲玄徹により復興された。開基の海峯性公尼と覚雲の木造坐像が寺に安置されており、室町時代の肖像彫刻の傑作と評価され国の重要文化財の指定を受けている。
江戸時代初期に瑞巌寺を再興したことで知られる雲居の出身の寺である。

## 文化財

### 重要文化財（国指定）
- 木造海峯性公坐像 - 室町時代作、大正5年8月17日指定
- 木造泉巌覚雲坐像 - 室町時代作、大正5年8月17日指定

### 市指定文化財
- 山門 - 江戸時代初期建立

### その他
- 一休書「落葉」1幅
- 白隠書「積翠亭」1幅
- 仏涅槃図 1幅
- 地獄極楽図 2幅

## 境内
- 山門
- 本堂
- 鐘楼
- 自由の碑 - 自由民権運動の犠牲者である杉内清太郎を記念する石碑。書は大江卓

## 交通アクセス
- 土佐くろしお鉄道 中村駅から車で5分